# Keefe Brasselle
Keefe Brasselle (de son vrai nom John Brasselli) est un chanteur, comédien et percussionniste américain, né le 7 février 1923 à Elyria (Ohio) et mort le 7 juillet 1981 à Downey (Californie).

## Biographie
Après s'être produit dans divers orchestres de studios, Keefe Brasselle débute au cinéma en 1944 dans Janie, apparaissant subséquemment dans River Gang, Une place au soleil (A Place in the Sun), The Unknown Man, Avant de t'aimer, It's a Big Country, Three Young Texans, Battle Stations, The Fighting Wilcats.
Aussi auteur d'un roman, The Cannibals, il produisit trois télé-films.

## Filmographie partielle
- 1947 : L'Engrenage fatal (Railroaded!) d'Anthony Mann : Cowie Kowalski
- 1949 : Avant de t'aimer (Not Wanted) d'Ida Lupino : Drew Baxter
- 1949 : Faire face (Never Fear) d'Ida Lupino : Guy Richards
- 1950 : Les Âmes nues (Dial 1119) de Gerald Mayer : Skip
- 1951 : Le Droit de tuer (The Unknown Man) de Richard Thorpe : Rudi Wallchek
- 1951 : It's a Big Country, film à sketches collectif : Sergent Maxie Klein
- 1951 : Une place au soleil  (A Place in the Sun) de George Stevens : Earl Eastman
- 1952 : Des jupons à l'horizon (Skirts Ahoy!) de Sidney Lanfield : Dick Hallson
- 1954 : Three Young Texans de Henry Levin : Tony Ballew
- 1955 : Bring Your Smile Along de Blake Edwards : 'Marty' Adams